# عمير بن وهب
عمير بن وهب بن خلف بن وهب بن حذافة الجمحي القرشي الكناني الصحابي الجليل، كان من أشد أعداء الإسلام في الجاهلية، اسلم في العام الثاني للهجرة بعد غزوة بدر. شارك في فتح مصر سنة 20هـ.

## دوره في غزوة بدر
وكان ‌عمير ‌بن ‌وهب قد شهد بدرا مع المشركين وبعثوه طليعة ليحزر أصحاب رسول الله ﷺ ويأتيهم بعددهم ففعل، وقد كان حريصا على رد قريش عن لقى رسول الله ﷺ ببدر، جاء في كتاب الطبقات الكبرى للزهري :«فلما اطمأن القوم بعث المشركون ‌عمير ‌بن ‌وهب الجمحى، وكان صاحب قداح، فقالوا احزر لنا محمدا وأصحابه، فصوب في الوادى وصعد ثم رجع فقال: لا مدد لهم ولا كمين، القوم ثلاثمائة إن زادوا زادوا قليلا، ومعهم سبعون بعيرا وفرسان، يا معشر قريش، البلايا تحمل المنايا، نواضح يثرب تحمل الموت الناقع، قوم ليست لهم منعة ولا ملجأ إلا سيوفهم، أما ترونهم خرسا لا يتكلمون، يتلمظون تلمظ الأفاعى؟ والله ما أرى أن نقتل منهم رجلا حتى يقتل منا رجل، فإذا أصابوا منكم عددهم فما خير في العيش بعد ذلك، فروا رأيكم...»

## نسبه
- هو عُمَير بن وهب بن خلف بن وهب بن حذافة بن جمح بن عمرو بن هصيص بن كعب بن لؤي بن غالب بن فهر بن مالك بن النضر بن كنانة بن خزيمة بن مدركة بن إلياس بن مضر بن نزار بن معد بن عدنان الجُحَمي القرشي الكناني ويُكَنى بأبي أُمَية.[4]
- أمه هي: أم سخيلة بنت هشام بن سعيد بن سهم بن عمرو بن هصيص بن كعب بن لؤي السهمية القرشية.[5]

## إسلامه
كانت قصة إسلامه: أنه جلس مع صفوان بن أمية في الحجر بعد مصاب أهل بدر بيسير، وكان عمير بن وهب شيطانا من شياطين قريش، وممن كان يؤذي رسول الله وأصحابه، ويلقون منه عناء وهو بمكة، وكان ابنه وهب بن عمير في أسارى بدر، فقال صفوان : والله ما إن في العيش بعدهم خير قال له عمير : صدقت، أما والله لولا دين علي ليس عندي قضاؤه وعيال أخشى عليهم الضيعة بعدي، لركبت إلى محمد حتى أقتله، فإن لي فيهم عليه، ابني أسير في أيديهم، فاغتنمها صفوان بن أمية فقال : علي دينك أنا أقضيه عنك، وعيالك مع عيالي أواسيهم ما بقوا، لا يسعني شيء ويعجز عنهم، فقال له عمير : فاكتم علي شأني وشأنك. قال : سأفعل.
ثم أمر عمير بسيفه فشحذ له وسم، ثم انطلق حتى قدم المدينة، فبينما عمر بن الخطاب في نفر من المسلمين يتحدثون عن يوم بدر، ويذكرون ما أكرمهم الله به وما أراهم في عدوهم، إذا نظر عمر إلى عمير بن وهب وقد أناخ راحلته على باب المسجد متوشحا السيف فقال : هذا الكلب عدو الله عمير بن وهب ما جاء إلا لشر، وهو الذي حرش بيننا وحزرنا للقوم يوم بدر، ثم دخل عمر على رسول الله فقال : يا نبي الله هذا عدو الله عمير بن وهب قد جاء متوشحا سيفه، قال : فأدخله علي، قال : فأقبل عمر حتى أخذ بحمالة سيفه في عنقه فلببه بها، وقال لمن كان معه من الأنصار : ادخلوا على رسول الله فاجلسوا عنده، واحذروا عليه من هذا الخبيث فإنه غير مأمون.
ثم دخل به على رسول الله، فلما رآه رسول الله وعمر آخذ بحمالة سيفه في عنقه قال : أرسله يا عمر، ادن يا عمير، فدنا ثم قال : أنعم صباحا، وكانت تحيه أهل الجاهلية بينهم، فقال رسول الله : قد أكرمنا الله بتحية خير من تحيتك يا عمير، بالسلام تحية أهل الجنة قال : أما والله يا محمد إن كنت بها لحديث عهد، قال : فما جاء بك يا عمير، قال : جئت لهذا الأسير الذي في أيديكم فأحسنوا فيه، قال : فما بال السيف في عنقك، قال : قبحها الله من سيوف وهل أغنت شيئا، قال: اصدقني ما الذي جئت له، قال : ما جئت إلا لذلك، قال : بل قعدت أنت وصفوان بن أمية في الحجر، فذكرتما أصحاب القليب من قريش، ثم قلت : لولا دين علي وعيال عندي لخرجت حتى أقتل محمدا، فتحمل لك صفوان بن أمية بدين وعيالك، على أن تقتلني له، والله حائل بينك وبين ذلك.
فقال عمير : أشهد أنك رسول الله، قد كنا يا رسول الله نكذبك بما كنت تأتينا به من خبر السماء وما ينزل عليك من الوحي، وهذا أمر لم يحضره إلا أنا وصفوان، فوالله إني لأعلم ما أتاك به إلا الله. فالحمد لله الذي هداني للإسلام وساقني هذا المساق. ثم شهد شهادة الحق، فقال رسول الله : فقهوا أخاكم في دينه، وعلموه القرآن وأطلقوا أسيره، ففعلوا.
ثم قال : يا رسول الله إني كنت جاهداً على إطفاء نور الله، شديد الأذى لمن كان على دين الله، وأنا أحب أن تأذن لي فأقدم مكة فأدعوهم إلى الله وإلى رسوله وإلى الإسلام لعل الله يهديهم، وإلا آذيتهم في دينهم كما كنت أوذي أصحابك في دينهم،
فأذن له رسول الله فلحق بمكة، وكان صفوان بن أمية حين خرج عمير بن وهب يقول : ابشروا بوقعة تأتيكم الآن في أيام تنسيكم وقعة بدر، وكان صفوان يسأل عنه الركبان، حتى قدم راكب فأخبره عن إسلامه، فحلف ألا يكلمه أبداً ولا ينفعه بنفع أبدا، قال ابن إسحاق : فلما قدم عمير مكة أقام بها يدعو إلى إلإسلام يؤذي من خالفه أذى شديداً، فأسلم على يديه ناس كثير.

## طلب الأمان لصفوان بن أمية
لما كان يوم الفتح هرب صفوان بن أمية حتى أتى الشعيبة، فقال ‌عمير ‌بن ‌وهب الجمحي: يا رسول الله، سيد قومي خرج هاربا ليقذف نفسه في البحر، وخاف ألا تؤمنه، فأمنه فداك أبي وأمي. فقال: «قد أمنته» . فخرج ‌عمير ‌بن ‌وهب في إثره فأدركه فقال: جئتك من عند أبر الناس وأوصل الناس، وقد أمنك. قال: لا والله حتى تأتيني منه بعلامة أعرفها. فرجع عمير إلى رسول الله ﷺ فأخبره. فقال: «خذ عمامتي» . وهو البرد الذي دخل فيه رسول الله ﷺ مكة معتجرا به، برد حبرة، فخرج عمير في طلبه ثانية، فأعطاه البرد معرفة. فرجع معه.

## وفاته
توفي في خلافة عمر بن الخطاب.